# Neuwiedia
Neuwiedia é um género botânico pertencente à família das orquídeas (Orchidaceae). É composto por nove espécies de orquídeas terrestres primitivas distribuídas por áreas sombrias e úmidas da Malásia, Borneu, Java e Filipinas, Nova Guiné e sudoeste do Pacífico. Neuwiedia foi proposto por Carl Ludwig Blume em homenagem ao Príncipe Maximilian zu Wied-Neuwied (1782-1859).
Como as espécies do gênero Apostasia, da mesma subfamília, este gênero caracteriza-se por apresentar três estames férteis em vez de apenas um, como é o caso na maioria das orquídeas. Devido a esta característica, por vezes o gênero foi considerado como não pertencente à família Orchidaceae.
São plantas pubescentes, altas, sem rizoma. Apresentam longas folhas plicadas e produzem inflorescências terminais racemosas eretas, normalmente com flores pendentes amarelas ou brancas.

## Espécies
1. Neuwiedia annamensis Gagnep., Bull. Soc. Bot. France 80: 350 (1933).
2. Neuwiedia balansae Baill. ex Gagnep., Bull. Soc. Bot. France 80: 350 (1933).
3. Neuwiedia borneensis de Vogel, Blumea 17: 325 (1969).
4. Neuwiedia elongata de Vogel, Blumea 17: 331 (1969).
5. Neuwiedia griffithii Rchb.f., Xenia Orchid. 2: 215 (1874).
6. Neuwiedia inae de Vogel, Blumea 17: 333 (1969).
7. Neuwiedia siamensis de Vogel, Blumea 17: 328 (1969).
8. Neuwiedia veratrifolia Blume, Tijdschr. Natuurl. Gesch. Physiol. 1: 142 (1834).
9. Neuwiedia zollingeri Rchb.f., Bonplandia (Hannover) 5: 58 (1857).